# Friedrich Sorge
Friedrich Adolph Sorge, född 9 november 1828 i Bethau, Sachsen, död 26 oktober 1906 i Hoboken, New Jersey, var en tysk kommunist som emigrerade till USA, där han spelade en viktig roll i arbetarrörelsen, inklusive grundandet av det amerikanska socialistiska arbetarpartiet. Han var även Första Internationalens amerikanske organisatör.